# Éverton Santos
Éverton Santos (São José dos Campos, 14 oktober 1986) is een Braziliaans voetballer.